# Diaplochelus squamulatus
Diaplochelus squamulatus är en skalbaggsart som beskrevs av Hermann Burmeister 1844. Diaplochelus squamulatus ingår i släktet Diaplochelus och familjen Melolonthidae. Inga underarter finns listade i Catalogue of Life.